# Würflach
Würflach ist eine Gemeinde mit 1657 Einwohnern (Stand 1. Jänner 2025) im Bezirk Neunkirchen in Niederösterreich. Zwischen Hoher Wand und Neunkirchen gelegen, ist Würflach eine Fremdenverkehrsgemeinde.

## Geografie

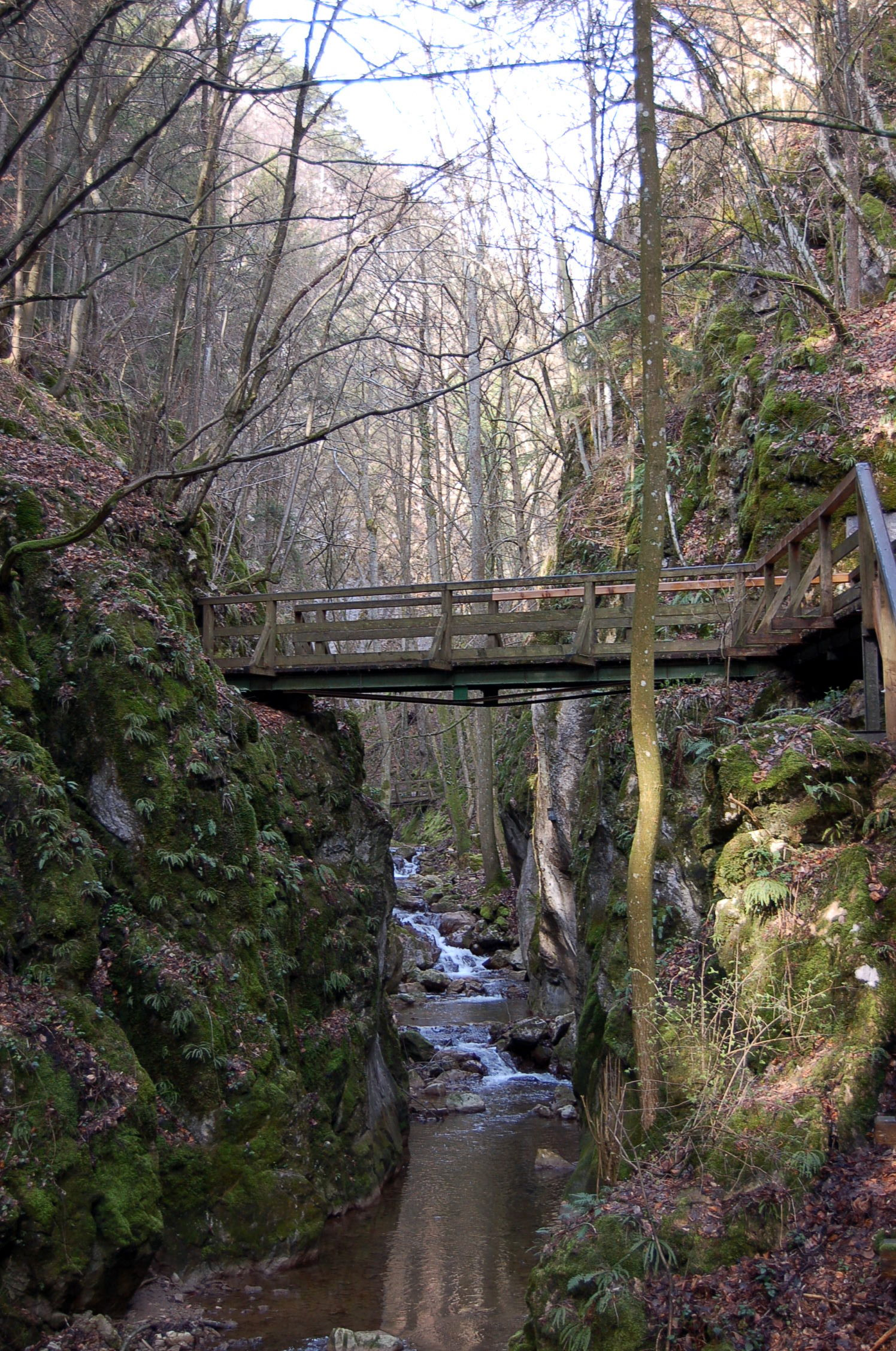
Johannesbachklamm

Würflach liegt im Industrieviertel in Niederösterreich. Die Fläche der Gemeinde umfasst 12,32 Quadratkilometer. 57,42 Prozent der Fläche sind bewaldet.

### Gemeindegliederung
Das Gemeindegebiet umfasst folgende drei Katastralgemeinden und Ortschaften (in Klammern Einwohnerzahl Stand 1. Jänner 2025):
- Hettmannsdorf (381)
- Wolfsohl (200)
- Würflach (1076)

### Eingemeindungen
Am 1. Jänner 1968 wurde die Gemeinde Hettmannsdorf zu Würflach eingemeindet.

### Nachbargemeinden
|               | Höflein an der Hohen Wand                   | Willendorf              |
| Schrattenbach | Kompassrose, die auf Nachbargemeinden zeigt | St. Egyden am Steinfeld |
|               | Ternitz                                     | Neunkirchen             |

## Geschichte
Bayerische Mönche aus dem Kloster Vornbach (Formbach) gründeten Würflach. Der Name des Ortes kommt von Wirbilach, die wirbelnde Ache, der sogenannten Johannesbachklamm. 1094 wird der Name erstmals in einer Schenkungsurkunde erwähnt.
In der Mitte des 12. Jh. wurde ein Wirtschaftshof mit einer Chorquadratskirche errichtet; die Mauern dieser Kirche sind in der jetzigen erhalten. Grund für den Aufbau der Siedlung war ihre strategische Lage als Zentrum der zerstreuten Besitzungen des Stiftes Admont in der Umgebung von Pitten.

### Bevölkerungsentwicklung
| Würflach: Einwohnerzahlen von 1869 bis 2025         | Würflach: Einwohnerzahlen von 1869 bis 2025 | Würflach: Einwohnerzahlen von 1869 bis 2025 | Würflach: Einwohnerzahlen von 1869 bis 2025 | Würflach: Einwohnerzahlen von 1869 bis 2025 |
| --------------------------------------------------- | ------------------------------------------- | ------------------------------------------- | ------------------------------------------- | ------------------------------------------- |
| Jahr                                                |                                             |                                             |                                             | Einwohner                                   |
| 1869                                                | 1869                                        |                                             | 710                                         | 710                                         |
| 1880                                                | 1880                                        |                                             | 765                                         | 765                                         |
| 1890                                                | 1890                                        |                                             | 819                                         | 819                                         |
| 1900                                                | 1900                                        |                                             | 833                                         | 833                                         |
| 1910                                                | 1910                                        |                                             | 891                                         | 891                                         |
| 1923                                                | 1923                                        |                                             | 918                                         | 918                                         |
| 1934                                                | 1934                                        |                                             | 918                                         | 918                                         |
| 1939                                                | 1939                                        |                                             | 937                                         | 937                                         |
| 1951                                                | 1951                                        |                                             | 1.000                                       | 1.000                                       |
| 1961                                                | 1961                                        |                                             | 1.037                                       | 1.037                                       |
| 1971                                                | 1971                                        |                                             | 1.146                                       | 1.146                                       |
| 1981                                                | 1981                                        |                                             | 1.251                                       | 1.251                                       |
| 1991                                                | 1991                                        |                                             | 1.313                                       | 1.313                                       |
| 2001                                                | 2001                                        |                                             | 1.483                                       | 1.483                                       |
| 2011                                                | 2011                                        |                                             | 1.568                                       | 1.568                                       |
| 2021                                                | 2021                                        |                                             | 1.608                                       | 1.608                                       |
| 2025                                                | 2025                                        |                                             | 1.657                                       | 1.657                                       |
| Quelle(n): Statistik Austria, Gebietsstand 1.1.2021 |                                             |                                             |                                             |                                             |

### Religionen und Kirchen
Nach den Daten der Volkszählung 2001 waren 83,7 % der Einwohner römisch-katholisch und 2,4 % evangelisch. Kirchliche Bezüge prägen die Entwicklung Würflachs. Das Dorf ging vom frühen Admonter Besitz später im Mittelalter in den Besitz des Stiftes Rein über. Um 1617 erwarb das Neukloster in Wiener Neustadt das Dorf. Würflach gehörte in seelsorglichen Belangen zur Mutterpfarre St. Lorenzen am Steinfeld. Der mittelalterliche Kirchenbau ist die ca. 1450–1500 erfolgte Erweiterung der Chorquadratkirche aus dem 12. Jh. Die Sebastianskapelle bzw. Herz-Jesu-Kapelle, die neben der Pfarrkirche steht, wurde um 1500 erbaut, 1503 beurkundet, und stand unter dem geistlichen Schutz des Pestpatrons. Die Kirche wurde 1783 zum Abbruch freigegeben, aber blieb erhalten. 1885 wurde sie als Herz-Jesu-Kapelle neu geweiht und diente von 1968 bis 1982 als Aufbahrungsort von Verstorbenen vor ihrer Erdbestattung.
Mit dem Stand 2001 waren 0,1 % der Ortsbewohner Muslime, 0,3 % gehörten orthodoxen Kirchen an. 12,1 % der Bevölkerung hatte kein religiöses Bekenntnis.

## Kultur und Sehenswürdigkeiten

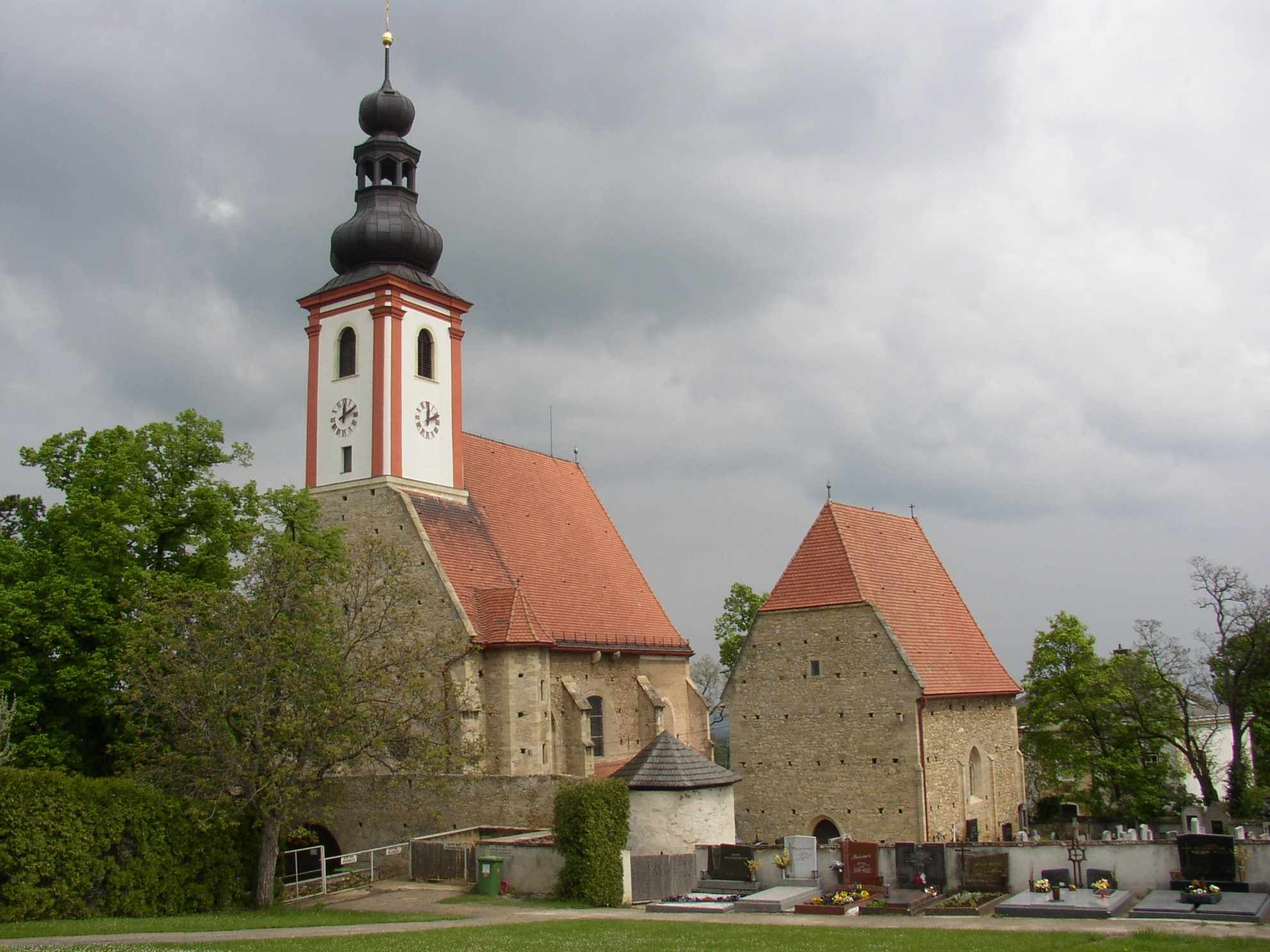
Pfarrkirche Würflach

- Katholische Pfarrkirche Würflach hl. Anna: Die Pfarrkirche entstand in den Anfängen des 13. Jahrhunderts und weist den Charakter einer Wehrkirche auf. Aus dieser Zeit kann man noch einen Christus-Salvator-Kopf und einen Sonnenkopf bewundern. Von dem spätgotischen Bau sind noch etliche Elemente erhalten, obwohl die Kirche 1683 im Türkenkrieg zerstört wurde. Sie wurde wieder aufgebaut und barockisiert und hat als Turm einen sogenannten Dachreiter. Die Herz-Jesu-Kapelle bzw. Sebastianskapelle neben der Pfarrkirche ist aus dem 15. Jahrhundert und wurde sich selbst überlassen, erst im Jahr 1885 wurde sie restauriert und als Herz-Jesu-Kapelle geweiht. Sie gehört heute zu den schönsten gotischen Sakralbauten Niederösterreichs.

- Die Johannesbachklamm ist ein seit 1902 touristisch erschlossenes Engtal, durch das ein Wanderweg führt, bei dem mehrere Stege den Bach überqueren. Neben dem normalen Durchgang bieten sich einem sechs unterschiedliche Wanderwege rund um die Johannesbachklamm an.

### Regelmäßige Veranstaltungen
- Adventmarkt in der Johannesbachklamm
- Begegnung der 5 Sinne (Johannesbachklamm)

## Wirtschaft und Infrastruktur

### Wirtschaftssektoren
Von den 30 landwirtschaftlichen Betrieben des Jahres 2010 waren 24 Nebenerwerbsbetriebe. Rund die Hälfte der Produktionsbetriebe waren im Baugewerbe tätig. Mehr als fünfzig Prozent der Erwerbstätigen des Dienstleistungssektors arbeiteten in sozialen und öffentlichen Diensten.
| Wirtschaftssektor            | Anzahl Betriebe | Anzahl Betriebe | Erwerbstätige | Erwerbstätige |
| Wirtschaftssektor            | 2011            | 2001            | 2011          | 2001          |
| ---------------------------- | --------------- | --------------- | ------------- | ------------- |
| Land- und Forstwirtschaft 1) | 30              | 37              | 13            | 10            |
| Produktion                   | 23              | 14              | 75            | 49            |
| Dienstleistung               | 72              | 34              | 119           | 86            |

1) Betriebe mit Fläche in den Jahren 2010 und 1999

### Arbeitsmarkt, Pendeln
Von den 743 Erwerbstätigen, die im Jahr 2011 in Würflach lebten, arbeiteten 113 in der Gemeinde. 630 Personen pendelten zur Arbeit in andere Gemeinden aus, 94 kamen aus der Umgebung zur Arbeit nach Würflach.

### Bildung

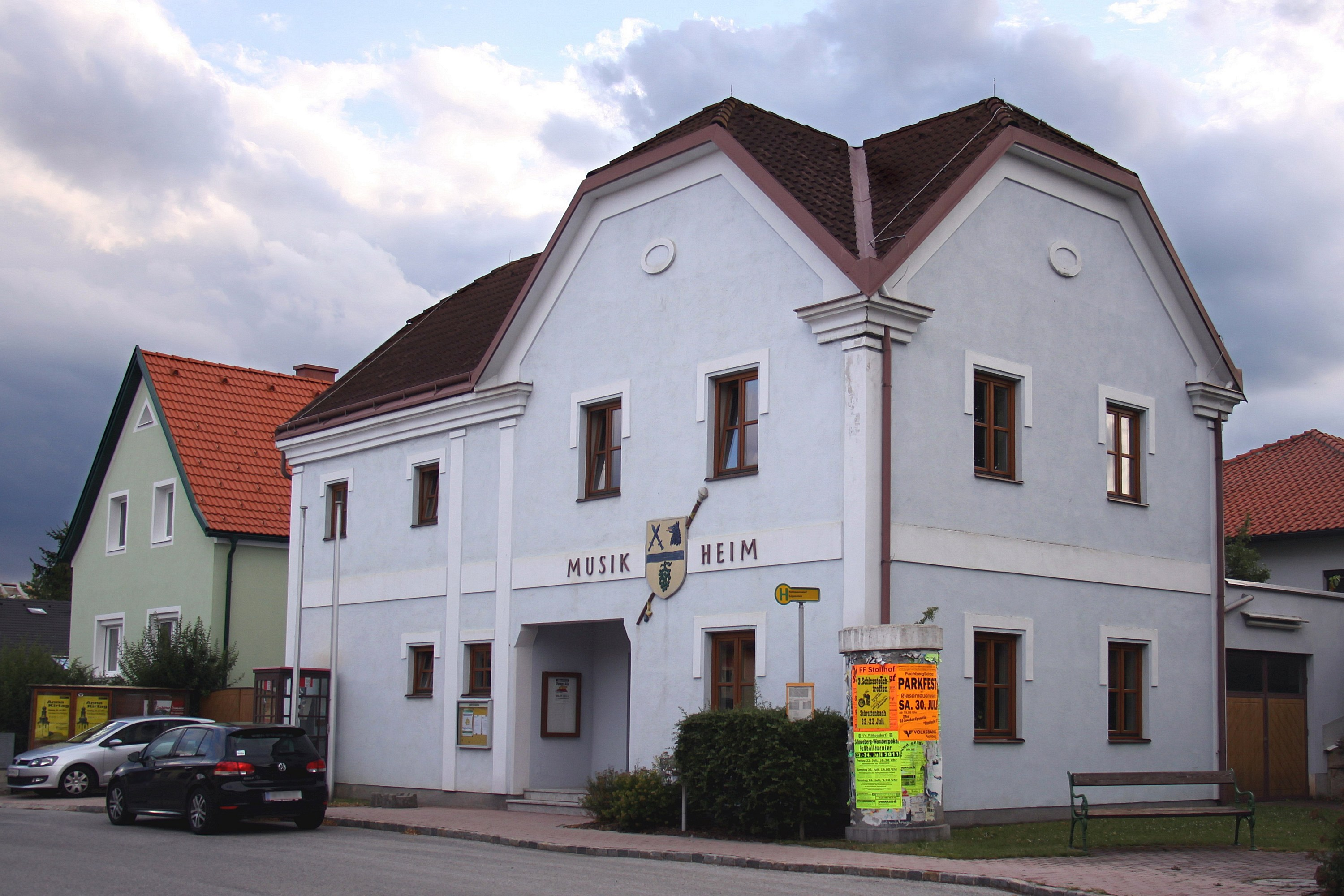
Das Musikheim in der Katastralgemeinde Hettmannsdorf

- Es gibt eine ökologisch orientierte Volksschule als „ÖKOLOG“-Netzwerkschule und zwei Landeskindergärten.[8]

### Verkehr
- Eisenbahn: Der Bahnhof Neunkirchen liegt weniger als zehn Kilometer südöstlich von Würflach.[9]
- Straße: Durch den Nordosten der Gemeinde verläuft die Puchberger Straße B26, die zur Süd Autobahn A2 nach Wiener Neustadt führt.

## Politik

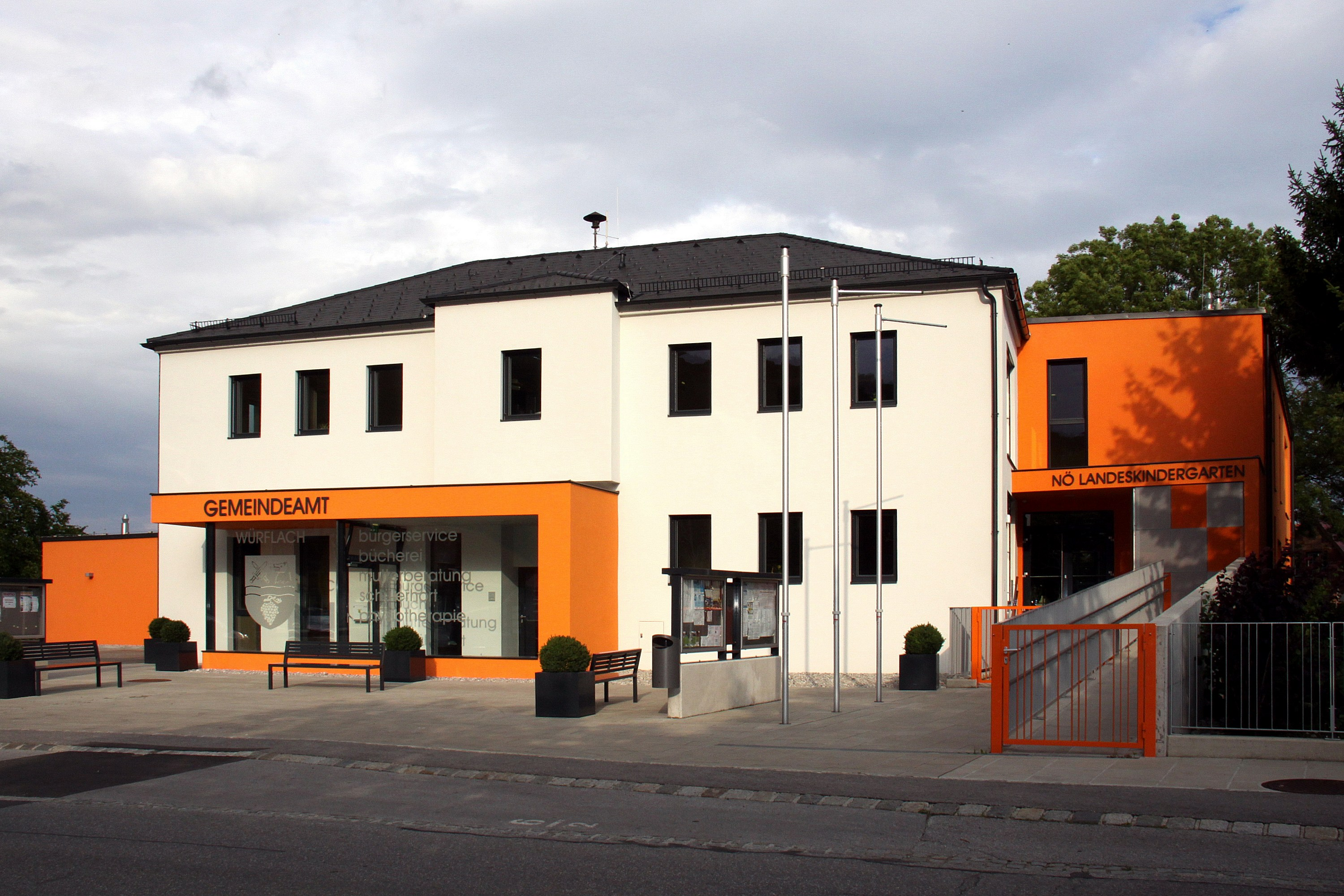
Das Gemeindeamt von Würflach

### Gemeinderat
Der Gemeinderat hat 19 Mitglieder. 1995 teilte er sich nach folgender Verteilung auf: 14 ÖVP, und 5 SPÖ. Bei den Gemeinderatswahlen in Niederösterreich 2020 und 2025 ergab die Verteilung folgendes Bild: 11 ÖVP, 5 Gemeinsam für Würflach und 3 SPÖ.

### Bürgermeister
- 1992–2012 Hans Schauer (ÖVP)
- seit 2012 Franz Woltron (ÖVP)[13]